# Marebbe
Marebbe (en allemand, Enneberg ; en ladin, Mareo) est une commune italienne d'environ 3 000 habitants située dans la province autonome de Bolzano dans la région du Trentin-Haut-Adige dans le nord-est de l'Italie. C'est l'une des 18 municipalités qui composent le Ladinia. Il est situé dans les Dolomites et au pied du domaine skiable de Plan de Corones, à la frontière ouest du parc naturel Fanes - Sennes et Braies.
En hiver, grâce à un réseau dense d'installations de ski, il est possible de pratiquer le ski et le snowboard. En été, des chemins permettent de nombreuses promenades et randonnées dans le parc naturel Fanes - Sennes et Braies.

## Toponymie
Le toponyme ladinien est attesté sous le nom de Marubium en 1214 et en 1293 et provient d'un terme pré-romain marra (« tas de pierres ») avec le suffixe  -ebe. Le nom allemand est attesté en 1039 comme Ennepergs, en 1177 comme Eneberg et en 1322 comme Enberges et signifie « au-delà (ennen) du mont (berg) ». 

## Géographie

### Hameaux

#### San Vigilio di Marebbe
San Vigilio di Marebbe (en ladin, Al Plan de Marèo ; en allemand, St. Vigil in Enneberg), chef-lieu de la commune de Marebbe, est une station touristique peuplée principalement de ladins. C’est à la fois une station d’été (randonnée, alpinisme) et une station d’hiver (ski alpin).

#### Pieve di Marebbe
Pieve di Marebbe (en ladin, La Plì de Marèo ; en allemand, Enneberg-Pfarre) est un petit hameau située à 4 km de San Vigilio, sur les pentes de Plan de Corones, à 1 281 m d'altitude. L'église qui donne son nom au hameau, mentionnée pour la première fois dans un document daté de 1018, est considérée comme la plus ancienne du val Badia. 

#### Longega
Longega (Zwischenwasser en allemand) est un petit hameau située à 1 015 m d' altitude, à l'intersection de la route qui traverse le val Badia et celle de San Vigilio.

#### Rina
Rina (toponyme inchangé en ladin, Welschellen en allemand) se dresse en position panoramique à 1 392 m d' altitude, à 3 km de Longega.

#### Le "Viles"
En plus des différents hameaux, la commune compte plusieurs agglomérations rurales, appelées "Viles". D'origine médiévale, ces petites villes sont constituées de maisons en bois et en maçonnerie disposées en rangées ou en cercles, avec des infrastructures communes sur la place centrale (fontaine, four à pain, mangeoire pour le bétail). 
Tamersch - Pederü
Les deux petits hameaux au bout de la vallée du Tamersch, près du parc naturel Fannes - Sennes - Braies.

### Communes limitrophes
Les communes limitrophes sont  Badia, Braies, Brunico, Cortina d'Ampezzo, La Valle, Luson, San Lorenzo di Sebato, San Martino in Badia et Valdaora.

## Administration
| Période                                  | Période  | Identité          | Étiquette    | Qualité |
| ---------------------------------------- | -------- | ----------------- | ------------ | ------- |
| 9 mai 2005                               | 2010     | Fortunato Ferdigg | Lista Civica |         |
| 2010                                     | En cours | Alberto Palfrader | Lista Civica |         |
| Les données manquantes sont à compléter. |          |                   |              |         |

## Société

### Caractéristiques linguistiques
Répartition par langue maternelle :
- ladin : 93,3 % (voir Ladins)
- allemand : 3,95 %
- italien : 2,75 %

### Évolution démographique
Habitants recensés

## Sport
L'équipe de football locale, ASD Rina, joue dans le championnat provincial de troisième catégorie.